# María Aparicio (cineasta)
María Aparicio (Córdoba, 1992) es una directora de cine y guionista argentina.

## Biografía
Nació y creció en Córdoba, ciudad argentina que está especialmente presente en algunos de sus trabajos cinematográficos. Decidir hacer películas en Córdoba para mí es casi una cuestión política, a pesar de las enormes dificultades que cada vez son más señala sobre su trabajo.Allí estudió también cine, en la Escuela de Cine de la Universidad Pública de Córdoba.
El Instituto de Cine de Argentino le ofreció el apoyo para realizar su segunda y tercera película.
Sobre las nubes presenta un retrato coral de personajes y empleos precarios.La película fue estrenada mundialmente en el FIDMarseille y se presentó como Film Central en la Edición del Festival Internacional de cine de Valdivia, en Chile. En Las cosas indefinidas presenta el retrato de la amistad y el duelo que sigue a una montajista cuya vida se ve profundamente afectada tras la pérdida de un amigo y colega.Este trabajo fue distinguido también con el premio CIMA en el Festival Internacional de Cine de Gijón en 2023.

## Filmografía
- Las calles (2016)
- Hombre bajo la lluvia (2018) corto
- Sobre las nubes (2022)

- Las cosas indefinidas (2023)

## Premios y reconocimientos
Por Sobre las nubes
- Ganadora a mejor película del Festival Internacional de Cine de Valdivia (2022)[1]

Por Las cosas indefinidas
- Premio CIMA al Mejor Largometraje dirigido por una mujer. Festival Internacional de Cine de Gijón 2023[6]